# Epistrophe emarginata
Epistrophe emarginata är en tvåvingeart som först beskrevs av Thomas Say 1823.  Epistrophe emarginata ingår i släktet brynblomflugor, och familjen blomflugor. Inga underarter finns listade i Catalogue of Life.